# Лантейра
Лантейра (ісп. Lanteira) — муніципалітет в Іспанії, у складі автономної спільноти Андалусія, у провінції Гранада. Населення — 582 особи (2010).
Муніципалітет розташований на відстані близько 360 км на південь від Мадрида, 40 км на схід від Гранади.

## Демографія
Динаміка населення (INE ):

## Галерея зображень

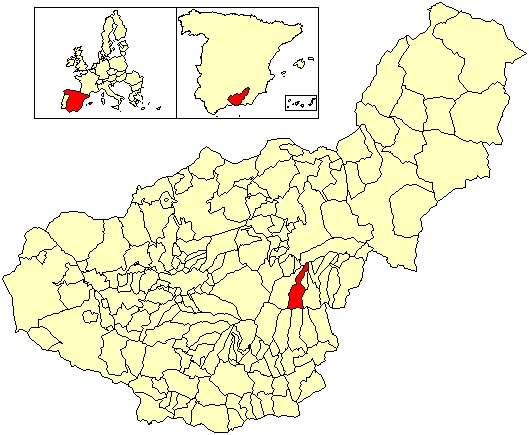
Розташування муніципалітету Лантейра у провінції Гранада